# Capoluogo (Sasso Marconi)
Capoluogo is een plaats (frazione) in de Italiaanse gemeente Sasso Marconi.